# Secret bancaire en Suisse

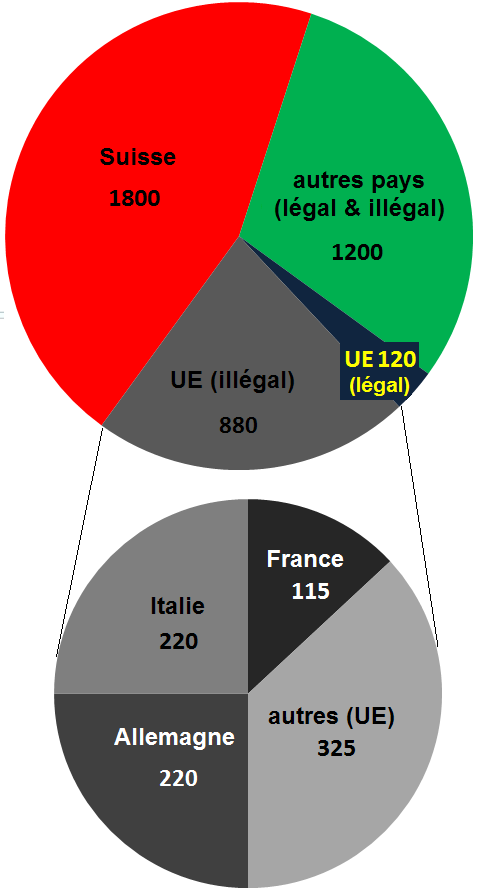
Marché financier suisse en milliards de francs (statistiques de KPMG 2010).

Le secret bancaire en Suisse désigne l'interdiction qu'ont les banques suisses de livrer des informations sur leurs clients à des tiers non autorisés.
Il fait l'objet de controverses régulières et a joué un rôle important dans la politique de la Suisse au XXe siècle.
Pour justifier la protection pénale du secret bancaire en Suisse, il a été fait appel à la nécessité de protéger les avoirs juifs pendant la Seconde Guerre mondiale. Sébastien Guex et Peter Hug ont montré qu'il s'agissait d'un mythe inventé avec succès pour justifier le maintien de ce secret bancaire, particulièrement face aux enquêtes sénatoriales américaines,,,.

## Histoire

### De la pratique au droit
Dès la fin du XIXe siècle, le secret bancaire est largement pratiqué par le secteur bancaire suisse et se base sur le droit des obligations (devoir de discrétion entre contractants) et le droit civil (protection de la sphère privée). Par conséquent, une éventuelle violation n'entraînait que des poursuites civiles, sur la seule demande de la partie lésée, et ne prévoyait qu'une réparation via des dommages-intérêts. Au début du XXe siècle, l'augmentation de la charge fiscale dans les pays voisins, notamment la France, alliée au secret bancaire suisse accroît l'attrait du système bancaire national pour les capitaux étrangers et la compétitivité du secteur au niveau international.
La Première Guerre mondiale et ses crises économiques et financières engendrent un afflux encore accru de capitaux européens vers les banques suisses, engendré notamment par la stabilité du pays, sa neutralité et son secret bancaire. La Suisse devient dès lors une « plaque tournante de capitaux internationaux » en raison de son caractère de refuge de prédilection pour les capitaux. Toutefois, les gouvernements européens, dès la fin du conflit mondial et face à la fuite des capitaux de leurs ressortissants, entreprennent des démarches visant à limiter l'usage du secret bancaire, ce que refuse le Conseil fédéral arguant de l'importance du secteur pour l'économie nationale.
Un événement va également précipiter le renforcement du secret bancaire suisse : l'affaire de la Banque commerciale de Bâle. Le 26 octobre 1932, la police française investit une succursale parisienne de la Banque commerciale de Bâle. Elle y saisit de l'argent et des documents, particulièrement des carnets contenant 2 000 noms de titulaires français de comptes dont plusieurs sénateurs, magistrats, évêques et généraux qui évitaient ainsi de payer une taxe de 20 % sur les avoirs à l'étranger. De nombreux clients français de la banque retirent subitement leurs fonds. La France fait pression sur la banque pour pouvoir consulter ses comptes à Bâle. La banque refuse et la France emprisonne pendant deux mois deux de ses employés. Cette affaire aggrave la crise bancaire en Suisse et provoque indirectement la faillite de la banque d'escompte de Genève,.
La crise bancaire de 1931, qui voit la disparition de l'un des huit principaux établissements bancaires suisses et la réorganisation du secteur, lance un débat sur l'idée d'une loi réglementant le secteur bancaire pour protéger les petits épargnants. Lancé en janvier 1933, le projet de loi remanié est adopté le 8 novembre 1934 sous le nom de « Loi fédérale sur les banques et les caisses d'épargne »,.
L'article 47 de la loi consacré au secret bancaire n'a pas fait l'objet de débat particulier durant les diverses procédures. Il interdit à un représentant d'une banque suisse de divulguer la moindre information (bancaire ou non) concernant l'un de ses clients. Le cas de violation volontaire du secret bancaire tombe désormais sous le coup du droit pénal et prévoit l'emprisonnement pour un maximum de six mois ou une amende de 50 000 francs suisses. Par ailleurs, les poursuites sont en principe automatiques même si la partie lésée n'a pas porté plainte. Ainsi, le secret bancaire est considérablement renforcé, en passant du domaine civil au domaine pénal, et sa sauvegarde élevée au statut d'intérêt public par son ancrage dans la loi.
Le secret bancaire suisse prend une forme proche de celle en vigueur actuellement avec la loi bancaire de 1934 qui consacre une tradition et étend son champ d'application aux étrangers. La naissance du secret bancaire a répondu à trois enjeux géopolitiques:
- Au niveau local, le milieu bancaire suisse craint la montée du socialisme dans certaines régions et même si, au niveau national, il réussit à contenir certaines revendications socialistes, notamment en faisant rejeter en 1932 leur souhait de mettre en place un impôt fédéral avec la levée du secret bancaire pour contrer toute dissimulation, la constitution des premiers gouvernements cantonaux socialistes inquiète : ceux ci pourraient en effet appliquer localement ces mêmes mesures. Une loi fédérale traitant de la question du secret bancaire est donc une réponse sûre à cette inquiétude.
- En plus de la menace venant des cantons, les banquiers suisses craignent un contrôle accru de l'État fédéral suisse sur leurs activités. En effet, une loi instituant des règles prudentielles est débattue dans la tourmente de la Grande Dépression, conséquence directe du sauvetage par le pouvoir fédéral de la Banque Populaire Suisse (BPS) dont la faillite aurait pu entraîner tout le système financier suisse. Le renforcement du secret bancaire devient alors une contrepartie offerte au milieu financier par l’État qui peut ainsi légiférer sans opposition sur l’instauration de règles prudentielles.
- Enfin, le renforcement du secret bancaire devient une nécessité face aux tentatives d’intrusions de pays tiers, à la recherche d’évadés fiscaux. La France est en effet très pressante auprès des banques suisses pour obtenir des informations. En effet, en 1932, éclate le scandale très médiatique à Paris de l’affaire de la Banque commerciale de Bâle, qui révèle l’identité de fraudeurs jusqu'aux plus hautes personnalités de l’État (sénateurs, l’évêque d’Orléans, la famille Peugeot, la famille Coty et de nombreux industriels). Pris de paniques, les comptes bancaires en Suisse appartenant à des Français commencent à se vider. Il est donc urgent pour les financiers suisses de légiférer plus strictement sur le secret bancaire afin de rassurer les clients de la place financière.

La création du secret bancaire suisse n’a donc aucun rapport avec la défense des victimes du nazisme. Elle est une réponse à un enjeu économique, à savoir la défense de l’attractivité de la place financière suisse, et aussi à des rivalités géopolitiques sur plusieurs niveaux régionaux (canton, fédération, étranger).

### Causes de la loi
Pour les acteurs du secteur bancaire, mais aussi pour les milieux d'affaires, l'introduction de cet article était une condition sine qua non à l'instauration d'un contrôle de leurs activités qui risquerait, par le biais de fuites, d'engendrer des poursuites en matière fiscale en Suisse voire à l'étranger. Sensibilisé par une tentative de légifération avortée du secteur en 1914, le conseiller fédéral chargé des finances, Jean-Marie Musy, déclare en septembre 1931 aux banquiers suisses réunis en assemblée générale : 
« Le contrôle officiel de la banque n'est désirable ni pour l'État, ni pour la banque [...] L'intervention des contrôleurs officiels inquiéterait [...] la clientèle qui attache une très grande importance à la discrétion sur laquelle elle veut pouvoir compter. La fuite des capitaux déposés dans nos banques, qui pourrait être la conséquence de l'institution du contrôle officiel, causerait à notre économie nationale un mal dont le peuple tout entier aurait à souffrir. »
 Le Parti socialiste suisse, jugeant prioritaire la mise en place d'un contrôle des banques, n'a pas tenté de s'opposer à l'introduction de cet article dans la loi.
Un autre facteur ayant favorisé le renforcement du secret bancaire est la crise économique des années 1930 qui poussa les gouvernements européens, particulièrement le cabinet du président du Conseil français, Édouard Herriot, à tenter de freiner à tout prix la fuite des capitaux vers la Suisse. Ainsi, à l'automne 1932, dans le cadre de l'affaire de la Banque commerciale de Bâle, des perquisitions ont lieu dans des succursales de trois banques suisses à Paris, la liste partielle de leurs clients pratiquant l'évasion fiscale est publiée (liste révélée à la tribune de l'Assemblée nationale le 10 novembre 1932 par le député socialiste Fabien Albertin), des poursuites judiciaires sont entamées et leurs avoirs en France bloqués. Un directeur et un sous-directeur de l'une des banques perquisitionnées sont emprisonnés durant deux mois, après avoir refusé d'ouvrir les livres de leur établissement basé à Bâle, et des indices d'espionnage bancaire sont rapportés à Berne par l'ambassadeur à Paris. Dans ce contexte, la demande d'entraide judiciaire française est rejetée au prétexte par le Conseil fédéral au titre de la protection de l'économie nationale.
Parmi les facteurs secondaires figure une nouvelle jurisprudence du Tribunal fédéral sur la question de la fourniture d'informations en cas de demande de séquestre, suscitant une levée de boucliers du secteur bancaire face à la menace de voir fuir leurs clients, mais aussi, dans le contexte de la montée de la gauche dans certains cantons, des tentatives successives des socialistes de faire supprimer le secret bancaire dans le cadre de l'instauration d'un impôt fédéral sur la fortune.
Toutefois, il faudrait éviter de surévaluer l’importance de l’article 47 au moment de son inscription dans la loi sur les banques, parce qu’il était méconnu à l’étranger et parce que son application aux procédures fiscales restait sujette à caution. Par ailleurs, ainsi que l’ont prouvé les événements récents, le secret bancaire a pu être levé par la suite dans les procédures d’assistance internationale contre l’évasion fiscale sans toucher à cet article. En fait, comme les recherches les plus récentes et les plus abouties sur la question l’ont démontré, l’histoire du secret bancaire suisse est plus celle de la conservation par la Confédération de pratiques en vigueur dans la majorité des pays européens avant la Première Guerre mondiale que celle d’une création juridique à proprement parler. 

### Remises en cause
(septembre 2014).
Au sortir de la Seconde Guerre mondiale, dans un contexte de reconstruction, une coalition des forces alliées emmenées par le général de Gaulle tente de mettre la main sur les fortunes cachées dans la confédération. Soutenu par les États-Unis qui ne souhaitent pas donner un blanc-seing à l'envoi du plan Marshall, Charles de Gaulle exige la déclaration des fortunes détenues en Suisse pour la reprise des relations économiques et politiques. Ces exigences sont d'autant plus soutenues que la Suisse est suspectée de collaboration avec les pays de l'Axe entre 1939 et 1945. Les fortunes françaises, composées pour la plupart de titres américains, sont alors retenues par le fisc des États-Unis jusqu'à la délivrance et à la vérification des informations bancaires.[non neutre].
Malgré le contexte défavorable suscité par la poussée socialiste aux élections d'octobre 1943 et leur nouvelle attaque contre le secret bancaire, le premier représentant de ce parti est élu au Conseil fédéral et prend la tête du département des finances, le plaçant dans le rôle de défenseur du secret bancaire face aux velléités alliées et en porte-à-faux avec les positions de son parti ainsi neutralisé. Ayant affaibli le front intérieur, la Suisse parvient à neutraliser en grande partie les revendications américaines en accordant des crédits à la France et au Royaume-Uni, divisant ainsi les alliés, et en jouant sur le capital symbolique de la Suisse en matière humanitaire et de bons offices alors que la guerre froide débute. Surtout, les banques suisses procèdent à un large processus de falsification des avoirs détenus par des étrangers pour les faire échapper aux exigences françaises et américaines. Les avoirs français sont alors certifiés comme appartenant à des épargnants suisses ou à des sociétés panaméennes - territoire où la création de société-écran est rapide et peu coûteuse. Ce succès acheva de donner au secret bancaire son caractère d'inviolabilité jusqu'à l'affaire des fonds en déshérence juifs qui éclate dans les années 1990 et remet en question le rôle joué par les banques durant la Seconde Guerre mondiale.

### Fin du secret bancaire[32]
Au début de 2009, sous la double pression des États-Unis et des 20 pays les plus puissants de la planète sur le plan économique (G20), la Suisse est contrainte d’alléger le dispositif mettant à l’abri de son secret bancaire les individus qui n’ont pas déclaré leurs avoirs au fisc. Ces pressions sont la conséquence des excès de la place bancaire, qui a industrialisé l’évasion fiscale envers des clients étrangers les années précédentes, et l’intolérance des États face à ce phénomène alors que la crise financière a brusquement creusé leurs budgets. Plusieurs capitales (Washington, Berlin et Paris en tête) sont d'autant plus motivées à mettre fin à ce régime qu’elles reçoivent des renseignements toujours plus fournis de la part de personnes ayant volé des données, généralement des anciens employés de banque: Heinrich Kieber, Rudolf Elmer, Bradley Birkenfeld et Hervé Falciani notamment.
Le 13 mars 2009, le conseiller fédéral Hans-Rudolf Merz annonce la fin du secret bancaire. Patrick Odier, banquier privé genevois issu de la Banque Lombard Odier est élu président de l’Association Privée des Banques Suisses en septembre 2009 et mène à bien cette transition. 
Le 18 février, Berne ouvre une brèche. Elle doit remettre quelque 250 noms de clients d’UBS au Département de la Justice des États-Unis (DoJ) pour éviter une inculpation d’UBS pour complicité de fraude fiscale, qui entrainerait un arrêt de ses activités aux États-Unis. Le 13 mars 2009, la Confédération doit abandonner la distinction entre la fraude et l’évasion fiscale, qui mettait les fraudeurs à l’abri des poursuites de leurs autorités fiscales nationales. La Suisse est néanmoins inscrite pour six mois sur la liste grise des paradis fiscaux non-coopératifs dressée par l’OCDE avant qu’elle ait conclu douze conventions de double imposition avec d’autres pays prévoyant les modalités d’échange d'information à la demande.
En décembre 2009, les banquiers suisses convainquent leur gouvernement de passer à la contre-offensive en offrant une contre-proposition baptisée « Rubik » visant à prélever un impôt sur les comptes de leurs clients, et à en reverser le produit à leurs États de domicile. Cette formule ne convainc que deux pays, l’Autriche et le Royaume-Uni. Elle n'est officiellement plus proposée dès 2013.
En 2010, une initiative populaire fédérale, visant à renforcer le secret bancaire, déposée par la Ligue des Tessinois, a échoué à récolter les signatures nécessaires.
En avril de cette année-là, la Suisse se joint aux efforts de l’OCDE visant à élaborer une norme prévoyant l’échange automatique de renseignements fiscaux, norme définitivement sous toit en juillet 2014. En septembre, elle annonce vouloir l’appliquer dès 2018, une année après le premier groupe d'États (« early adopters »). En Suisse, où le secret bancaire reste en vigueur, plusieurs modifications législatives menacent de le vider de sa substance. Ces projets sont combattus par une initiative populaire lancée par des parlementaires de l’UDC, du PLR et du PDC.
Depuis septembre 2018, les banques suisses échangent automatiquement des informations sur les comptes ouverts avec les pays de l'Union européenne et neuf autres États et territoire, dont le Canada, la Norvège et le Japon, mettant ainsi fin au secret bancaire avec ces pays.

## Levées
Il s’agit d'une sorte de secret professionnel au même titre que le secret médical[évasif]. Toutefois, ce secret peut être levé lors d'une procédure d’entraide judiciaire internationale. 
Puisque les comptes anonymes n’existent plus depuis 1991, il est théoriquement possible de retrouver les propriétaires d'un compte en cas de levée du secret bancaire. Cependant, certaines opérations peuvent encore être réalisées par un intermédiaire financier, lui-même soumis au secret professionnel, sans que celui-ci ne soit dans l’obligation de dévoiler l’identité de son client. Le secret peut néanmoins être levé en cas de procédure pénale sur mandat d'un juge.

## Évasion fiscale
Cette réglementation s'apparentant au secret bancaire a favorisé l'arrivée de nouveaux capitaux[non neutre], tout comme la stabilité du franc suisse ou la stabilité politique du pays. 
Le problème de l'évasion fiscale par le secret bancaire[non neutre] est que les administrations fiscales étrangères ne peuvent pas obtenir d'informations bancaires directement (sauf si convention internationale), mais doivent obtenir une décision de justice. La Suisse fait la distinction entre soustraction fiscale (non déclaration) et fraude fiscale (usage de moyen astucieux), le secret bancaire ne pouvant être levé que dans le deuxième cas (la simple non déclaration, en Suisse, relève du droit administratif et non pénal).
Il s'ensuit qu'une administration fiscale étrangère, pour obtenir une information, doit soit prouver l'existence d'un délit (fraude) pour obtenir l'entraide judiciaire, soit demander l'entraide administrative (mais en fournissant un certain nombre d'informations comme le nom de la banque concernée).

## Assistance administrative et entraide judiciaire
La Suisse connaît deux formes d'aide à des États étrangers en matière fiscale.
En ce qui concerne les procédures fiscales, la Suisse offre l'échange de renseignements dans le cadre de l'assistance administrative. Cette dernière est réglementée dans les conventions contre les doubles impositions (CDI) signées avec les pays qui l'ont demandée. Depuis 2009, l'assistance administrative est prévue dans un nombre croissant de CDI conclues selon les normes de l'OCDE. La loi sur l'assistance administrative en matière fiscale remplacera l'ordonnance relative à l'assistance administrative d'après la norme internationale, vraisemblablement au cours du premier trimestre 2013.
En ce qui concerne les procédures pénales, la Suisse échange des renseignements avec d'autres pays dans le cadre de l'entraide judiciaire. Cette dernière est fondée sur des conventions bilatérales et multilatérales d'entraide judiciaire ainsi que sur la loi fédérale sur l'entraide internationale en matière pénale (EIMP). Dans le domaine des impôts directs, l'entraide judiciaire n'est accordée qu'en cas d'escroquerie fiscale, alors que dans le domaine des impôts indirects et des droits de douane, elle l'est déjà en cas de soustraction fiscale. Le délit doit toutefois être punissable dans les deux États concernés.

## Modification possible du secret bancaire
Le Conseil fédéral a récemment[Quand ?] proposé une modification à la politique du secret bancaire qui inclurait un choix pour le propriétaire de compte résident en Suisse entre l'impôt à l'agent payeur (impôt géré par la banque) et une déclaration de revenus au fisc. Ce projet confidentiel a en effet été proposé par un groupe d'experts du Département fédéral des finances.